# Summit Air
Summit Air (Charters Ltd) là hãng hàng không của Canada, trụ sở ở Yellowknife, Northwest Territories.

## Lịch sử
Summit Air được thành lập ở Atlin, British Columbia và bắt đầu hoạt động từ năm 1987. Hãng có các chuyến bay thuê bao chở khách và hàng hóa trong vùng Northwest Territories, Nunavut và Yukon.

## Đội máy bay
(Tháng 8/2006):
- 3 Dornier 228-200 (19 chỗ, chở khách)
- 3 Shorts SC.7 Skyvan (chở hàng hóa)